# Učitelský úřad církve

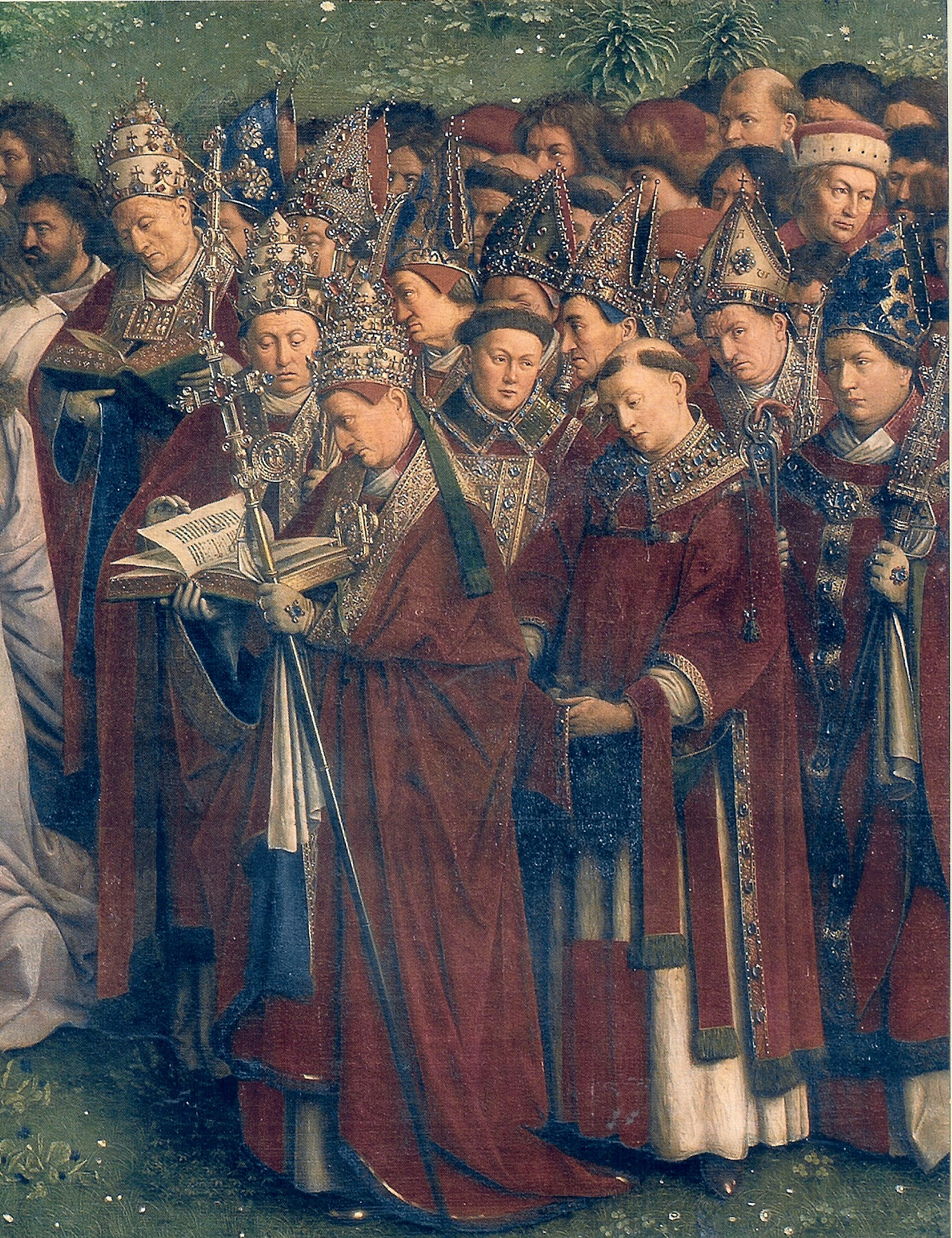
Část Gentského oltářního obrazu, která zobrazuje služebníky církve

Pojmem učitelský úřad církve (nebo také magisterium) katolická církev označuje svoji nauku, kterou zachovává a předává v průběhu času jako poklad víry (depositum fidei). Tato nauka byla zjevena Ježíšem dvanácti apoštolům. Magisterium nezahrnuje pouze poklad víry, ale všechno, co z něj vychází a slouží pro jeho zachovávání, a také to, co zahrnuje oblast víry a mravů.

## Dělení
Magisterium se dělí na řádné a mimořádné. Řádné magisterium podává učení církve běžným způsobem a je vykonáváno pomocí encyklik, pastýřských listů, dalších dokumentů nebo též prostřednictví homilií papeže nebo biskupů. Biskupové vykonávají řádné magisterium, když učí nauku církve a jsou sjednoceni s papežem.
Mimořádné magisterium tvoří výroky papeže ex cathedra, kterými vyhlašuje pravdu víry dogmatického charakteru formou danou dogmatem o papežské neomylnosti nebo některá vyhlášení ekumenických koncilů v dogmatických konstitucích. Koncilní deklarace, jako například Nostra aetate, jsou řádným magisteriem.
Navzdory tomuto rozdílu je důležité podotknout, že každý věřící katolík je morálně zavázán souhlasit a věřit vyhlášením nejen mimořádného, ale i řádného magisteria. Tento souhlas, který se vždy týká oblasti víry a mravů, se nemůže vztahovat pouze na nauku, která byla stanovena definitivním způsobem, ale i na učení církve, které nebylo vyhlášeno za definitivní. Tato problematika byla podrobně vysvětlena Kongregací pro nauku víry v Doktrinální poznámce k Vyznání víry.